# A Little Less Conversation
A Little Less Conversation è un brano musicale composto da Mac Davis e Billy Strange che venne originariamente scritto per il cantante statunitense Elvis Presley, ed eseguito dallo stesso, per la colonna sonora del suo film del 1968 Live a Little, Love a Little. Quando la canzone venne pubblicata su singolo (B-side: Almost in Love), divenne un successo minore negli Stati Uniti. Nel 2002 una versione remixata della canzone ad opera di Junkie XL diventò una hit mondiale, conquistando la vetta delle classifiche di mezzo mondo.

## Il brano

### Versione originale
A Little Less Conversation venne registrato il 7 marzo 1968 ai Western Recorders Studios di Hollywood, in California. La traccia non venne pubblicata su LP fino al novembre 1970, quando fu inclusa nella compilation low-budget della RCA Camden Almost in Love. Nella sessione del 7 marzo, furono incise svariate take della canzone. La versione su singolo utilizzò la take numero 16, che venne impiegata anche per la colonna sonora del film. La versione pubblicata sull'LP Almost in Love è invece la take n. 10, lunga un secondo in più.
I musicisti in sala d'incisione impiegati nella registrazione del brano furono: Hal Blaine, batteria; Al Casey, chitarra; Larry Knechtel, basso; e Don Randi, pianoforte.

### Seconda versione del 1968
Nel giugno 1968 Elvis Presley ri-registrò la canzone per lo speciale televisivo della NBC a lui dedicato, con l'intenzione di eseguire il brano durante il programma, possibilmente come parte del medley di pezzi tratti dai suoi film. Proprio all'ultimo, però, venne deciso di non utilizzare il brano durante lo show. Alla metà degli anni novanta, Joseph A. Tunzi vendette questa registrazione alla Bertelsmann Music Group che venne inizialmente inclusa nella compilation Memories: The '68 Comeback Special del 1998. Tunzi era stato il primo a documentare l'esistenza di questa registrazione nel suo libro del 1996 Elvis Sessions II: The Recorded Music of Elvis Aron Presley 1953-1977.

## Classifiche
| Classifica (1968) | Posizione massima |
| ----------------- | ----------------- |
| Stati Uniti       | 69                |

## Rifacimenti e remix

### Junkie XL/JXL
A seguito dell'utilizzo del brano nella colonna sonora del film del 2001 Ocean's Eleven - Fate il vostro gioco, la traccia venne remixata da Tom Holkenborg (conosciuto come Junkie XL). Questo remix elettronico comprendeva il cantato di Elvis in un tono di voce più basso, e aggiungeva enfasi alle parti di chitarra del '68, ai fiati, e un suono funky alla batteria. Holkenborg è il primo artista a ricevere autorizzazione dalla Elvis Presley Estate di remixare una canzone di Elvis Presley. La versione elettronica del brano arrivò in vetta alla classifica dei singoli britannici nel 2002, diventando un successo internazionale di grande portata in più di 17 Paesi, raggiungendo la prima posizione in 10 di questi.
Nel 2002 la versione di A Little Less Conversation remixata da Junkie XL fu usata per uno spot del Mondiale di calcio FIFA 2002. Il singolo, accreditato a "Elvis vs. JXL," venne pubblicato in concomitanza allo spot e raggiunse la prima posizione in classifica in più di 20 nazioni. È stata usata nell'autunno 2002 come sigla del reality show musicale di Italia 1 Operazione Trionfo.
Circa nello stesso periodo, la compilation greatest hits di Presley intitolata ELV1S 30 No. 1 Hits, era in procinto di essere compilata per la pubblicazione. All'ultimo minuto, A Little Less Conversation (Remix Version), grazie al successo riscosso, venne aggiunta all'album come trentunesimo pezzo. La versione lunga della durata di 6:22 fu accorciata leggermente a 6:09, e questa versione finì nella versione USA dell'album Radio JXL: A Broadcast from the Computer Hell Cabin del 2004.

### Classifiche
| Classifica (2002) | Posizione massima |
| ----------------- | ----------------- |
| Stati Uniti       | 50                |
| Regno Unito       | 1                 |
| Italia            | 3                 |
| Canada            | 1                 |
| Francia           | 5                 |
| Belgio            | 3                 |
| Australia         | 1                 |
| Austria           | 3                 |
| Svizzera          | 1                 |
| Paesi Bassi       | 1                 |
| Svezia            | 1                 |
| Norvegia          | 1                 |
| Danimarca         | 1                 |
| Nuova Zelanda     | 1                 |
| Finlandia         | 6                 |
| Germania          | 8                 |

## Riferimenti in altri media
- La versione di Junkie XL è stata inserita nei film di animazione Megamind (2010), Shark Tale (2004) e Lilo & Stitch 2 - Che disastro Stitch! (2005)